# Equirria phalaena
Equirria phalaena – gatunek pluskwiaka z rodziny Derbidae i podrodziny Cenchreinae, jedyny z monotypowego rodzaju Equirria.
Gatunek i rodzaj opisane zostały po raz pierwszy w 1917 roku przez Williama Lucasa Distanta na łamach „Transactions of the Linnean Society of London”. Jako lokalizację typową wskazano okolice Morne Blanc na wyspie Mahé w archipelagu Seszeli. W 2009 roku poddany został redeskrypcji przez Holgera Löckera, Birgit Löcker i Wernera E. Holzingera na łamach „Zootaxa”.
Pluskwiak o ciele długości 4,1 mm. Głowa ma zaokrąglony w widoku bocznym wierzchołek, wąskie, ale nieliniowate czoło o wyraźnie odseparowanych żeberkach bocznych, duże czułki i pozbawiona jest wyrostków podczułkowych. Przedplecze ma boczne żeberka i brzuszne brzegi niewyniesione liściowato. Przednie skrzydło ma 6,5 mm długości i cechuje się rozwidloną nasadowo od wierzchołka międzykrywki żyłką medialną oraz brakiem guzków ze szczecinkami na żyłkach. Skrzydło tylne jest dłuższe niż połowa przedniego. Odnóża tylnej pary cechują się goleniami pozbawionymi kolców bocznych i zaopatrzonymi w pięć ząbków wierzchołkowych, z których cztery leżą w jednym szeregu a piąty oddzielony jest od nich rozległą przerwą. Stopy tylnej pary odnóży mają po cztery ząbki wierzchołkowe na członach pierwszym i drugim. 
Owad endemiczny dla Seszeli, znany tylko z wyspy Mahé.